# Seyni Kountché
Seyni Kountché, född den 1 juli 1931 i Damana Fandou, Niger, död den 10 november 1987  i Paris, var en nigerisk general och Nigers president efter militärkuppen 1974.

## Biografi
Kountché tillhörde den furstliga familjen Tondikandie och gick i skola i Mali från 1944 och senare i Saint-Louis i Senegal. Han gjorde militär tjänst i Indokina och Algeriet och blev sergeant 1957.
Kort efter att Niger blev självständigt den 3 augusti 1960 gick han 1961 in i den nya försvarsmakten. Efter att ha genomgått officersutbildning i Paris, blev han 1965 biträdande chef för de väpnade styrkorna i Niger och därefter stabschef 1973.
Den 15 april 1974 genomförde dåvarande överstelöjtnant Kountché en militärkupp mot presidenten Hamani Diori, som misslycktas med landets ledning efter att svår torka under flera år medfört svår hungersnöd i landet. Av detta följde att politiska partier förbjöds och nationalförsamlingen upplöstes, samtidigt som politiska fångar frisläpptes dagen efter kuppen.
Den 17 april utsåg högsta militära rådet Kountché till Nigers president med fast mandat. Den första regeringen bildades uteslutande av officerare, med uppgiften att återupprätta landet ekonomi och stärka moraleni det politiska livet. Under åren utsattes regimen för flera kuppförsök 1975, 1976 och 1983, och Kountché, som eftersträvade civilt deltagande i regeringen utvämnde 1973 en civil premiärminister, Mamane Oumarou.
Trots vissa kuppförsök kunde general Koutché regera fram till sin död som den absolute statschefen och chef för de väpnade styrkorna fram till slutet av 1987 då hans hälsoproblem förvärrades och han avled på ett sjukhus i Paris.